# Бах, Александр Романович
Александр Романович (Генрихович) Бах (Пауль Александр Бах, нем. Paul Alexander Bach; 1853/1854—1937) — русский архитектор немецкого происхождения, мастер «неоклассического» направления в архитектурной эклектике пореформенной эпохи; старший сын скульптора Романа Баха, брат Николая, Роберта и Евгения Бахов. Автор построек Царскосельского дворцового управления, автор постамента памятника композитору Михаилу Глинке на Театральной площади в Санкт-Петербурге.

## Биография
Родился в Петербурге 31 декабря 1853 (12 января 1854) года в семье художника и скульптора Романа Ивановича Баха (нем. Robert-Heinrich Bach). Брат архитектора Е. Р. Баха, скульпторов Н. Р. Баха и Р. Р. Баха, и художника К. Р. Баха.
Учился в Петришуле с 1864 по 1872 годы. С 1875 года — вольнослушатель Императорской Академии художеств, учащийся Академии художеств (1878—1884). Получил медали Академии: малую (1882) и большую (1883) серебряные медали, малую золотую медаль (1883) за программу «Великокняжеский загородный замок». Звание классного художника 1-й степени (1884).
С 1886 года занимал должности помощника, а затем — архитектора Царскосельского дворцового управления. Статский советник. В Царском Селе построил здания скотобойни, женской гимназии и другие постройки. В Санкт-Петербурге — постамент памятника М. И. Глинке (1903—1906), зал заседаний Государственной думы в Таврическом дворце (1905—1906).
Умер в 1937 году. Похоронен на Кузьминском кладбище города Пушкина.

## Заслуги
Имел награды: орден Святого Станислава 2-й степени (1900), Высочайшая благодарность «За особые труды по обстоятельствам, вызванным войною» (1916).

## Проекты и постройки

### Санкт-Петербург
- Оранжерея Таврического дворца (1900)[9];

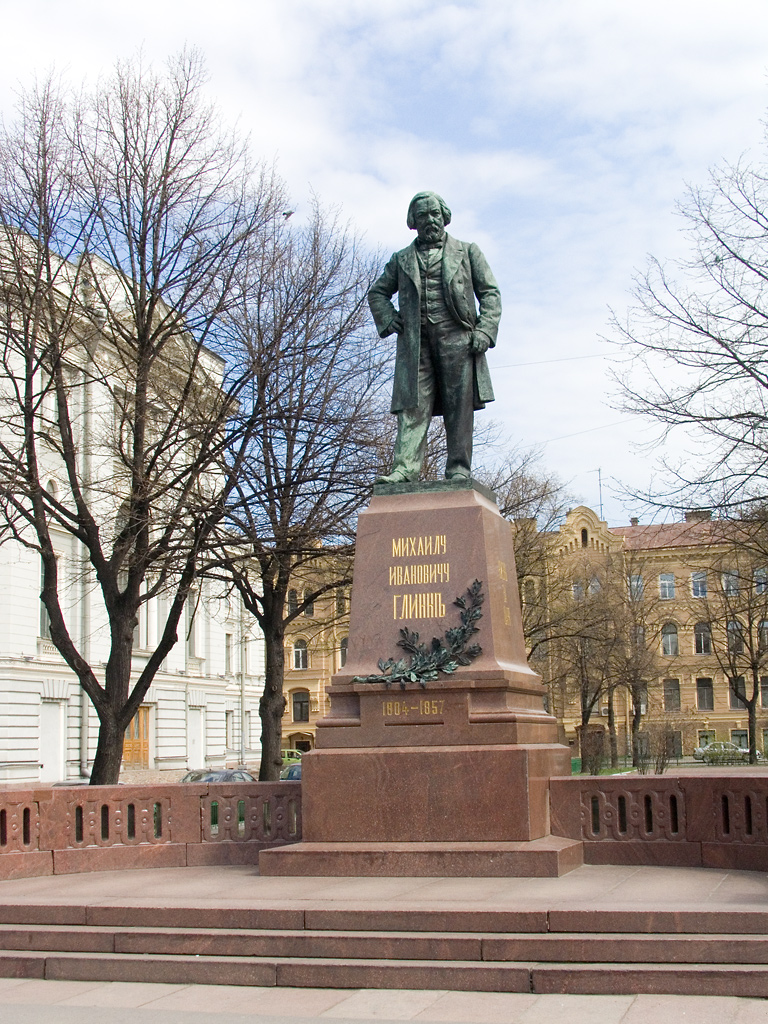
Памятник Глинке на Театральной площади Санкт-Петербурга

- Постамент памятника М. И. Глинке (1906; скульптор — брат Р. Р. Бах)[10];
- Зал заседаний Государственной думы в Таврическом дворце (1905—1906, при участии архитектора П. И. Шестова).

### Царское Село
- Памятник «Пушкин-лицеист» (1899; скульптор Р. Р. Бах);
- Пальмовая теплица (1900)[11];
- Дом городовых (1901)[12];
- Пристройка к городовой ратуше (1901—1902)[13];
- Женская гимназия ведомства Министерства Народного просвещения (1910—1912)[14].